# مثبط جنسي
المثبطات الجنسية أو الجَافِر (بالإنجليزية: Anaphrodisiac)‏ هي مواد تدمر أو تخفف من الشهوة الجنسية. وهي عكس المنشط الجنسي المثير للشهوة الجنسية، وقد يستخدم بعض الأشخاص المثبطات الجنسية بسبب وجود رغبة جنسية مرتفعة. غير أنها قد تُستخدم أيضا من قبل أولئك الذين لديهم رغبة متوسطة، في بعض الأحيان بسبب الانشغال.

## قائمة المثبطات الجنسية
- كف مريم
- سذاب أذفر[2]
- كبوسين درني
- شجرة الكبد